# جون بوتا
جون بوتا (2 مايو 1982 في جنوب أفريقيا - ) (بالإنجليزية: Johan Botha)‏ هو لاعب كريكت جنوب أفريقي. شارك مع منتخب جنوب أفريقيا الوطني للكريكت. أما مع النوادي، فقد لعب مع راجستان رويالز وفريق جنوب أستراليا للكريكت ‏ والدوري الهندي الممتاز وAdelaide Strikers ‏ وBorder (cricket team) ‏ وEastern Province (cricket team) ‏ وHobart Hurricanes ‏ ودلهي كابيتالز وSydney Sixers ‏.

## وصلات خارجية
- جون بوتا على موقع إي آس بي آن كريك إنفو (الإنجليزية)